# الاغتصاب في باكستان
حظي الاغتصاب في باكستان باهتمام دولي بعد اغتصاب مختار بيبي. الذي تم معاقبته. وقد وثقت مجموعة «الحرب ضد الاغتصاب» (WAR) شدة الاغتصاب في الباكستان، واللامبالاة من الجانب الشرطي. بحسب أستاذة دراسات المرأة شهلا حائري، فإن الاغتصاب في باكستان «غالباً ما يتم إضفاء الطابع المؤسسي عليه ويتمتع بالضمنية وفي بعض الأحيان بالموافقة الصريحة للدولة». وبحسب المحامية أسما جاهانجير، التي شاركت في تأسيس مجموعة العمل النسائي في مجال حقوق المرأة، فإن ما يصل إلى 72% من النساء في الحجز في باكستان يتعرضن للإيذاء البدني أو الجنسي.

## حالات بارزة
منذ عام 2000، بدأت العديد من النساء والفتيات المراهقات في التحدث علانية بعد الاعتداء الجنسي. في مواجهة التقليد القائل بأن المرأة يجب أن تعاني في صمت، قاموا بالضغط على وسائل الإعلام والسياسيين. قدر تقرير صدر مؤخراً عن لجنة حقوق الإنسان في باكستان أنه في عام 2009، كان 46 في المائة من حالات القتل غير القانوني للنساء في باكستان «جرائم شرف».
- في عام 2002، اغتصبت مجموعة مختاران بيبي (مختار ماجي) البالغة من العمر 30 عاماً بأوامر من مجلس القرية «كاغتصاب شرف» بعد ادعاءات بأن شقيقها البالغ من العمر 12 عاماً كان له علاقات جنسية مع امرأة من طبقة أعلى.[9] على الرغم من أن العرف يتوقع الانتحار بعد التعرض للاغتصاب،[10][11][12] تحدثت مختاران، وتابع القضية، والتي تم التقاطها من قبل وسائل الإعلام المحلية والدولية. في 1 سبتمبر 2002، حكمت محكمة مكافحة الإرهاب على 6 رجال (بما في ذلك المغتصبين الأربعة) بالإعدام بسبب الاغتصاب. في عام 2005، ذكرت المحكمة العليا في لاهور «أدلة غير كافية» وبرأت 5 من أصل 6 مدانين، وخففت العقوبة على الرجل السادس بالسجن مدى الحياة. واستأنفت مختاران والحكومة هذا القرار، وأوقفت المحكمة العليا التبرئة وعقدت جلسات استئناف.[13] في عام 2011، برأت المحكمة العليا المتهم أيضًا. قصة مختار ماضي كانت موضوع فيلم وثائقي شوتايم (شبكة تلفزيونية) يدعى «شامي»، أخرجه محمد نقفي،[14] وفاز بجوائز منها أكاديمية التلفزيون (إيمي الخاصة) في أكاديمية الفنون والعلوم التلفزيونية.[15]
- وفي عام 2005، زعمت امرأة أنها تعرضت للاغتصاب الجماعي من قبل أربعة من ضباط الشرطة لرفضهم دفع رشوة لهم حتى يتم إطلاق سراح زوجها من السجن. تم اعتقال أحد الضباط واختفى ثلاثة.
- وجهت امرأة في 23 من عمرها في فيصل آبال اتهامات علنية ضد الشرطة، قائلة إن زوجها ألقي القبض عليه بسبب إعداده وثائق مزورة. تزعم أنها تعرضت للاغتصاب بناء على أوامر من رئيس الشرطة عن أفعالها. تم إيقاف الضابط ولكن لم يتم توقيفه.[16]

- كانت كاينات سومرو تلميذة في الثالثة عشرة من عمرها عندما اختطفت واغتصبت عصابة لمدة أربعة أيام. وقد أدى احتجاجها إلى مقتل شقيقها، وحكم الإعدام من شيوخ قريتها، وتهديدات من المغتصبين، الذين ما زالوا بعد أربع سنوات مطلقي السراح.[17]

اغتصبت شازيا خالد في بلوشستان في حكم برفيز مشرف.
- في عام 2012، تم حبس ثلاثة أعضاء من شرطة حرس الحدود لاعتقالهم خمس نساء تتراوح أعمارهن بين 15 و 21. وتدعي النساء أنهن أُخذن من منطقة نزهة إلى مركز الشرطة في ديرا غازي خان، حيث صورت الشرطة أنفسهن بالاعتداء الجنسي على النساء.[18]
- في يناير / كانون الثاني 2014، أمر مجلس قروي بالاغتصاب الجماعي الذي تم في نفس منطقة مظفر جاره حيث وقعت مختاران بيبي في عام 2002.[19]
- في حادثة اغتيال لياح لعام 2014، في 19 يونيو / حزيران 2014، تعرضت امرأة عمرها 21 سنة للاغتصاب الجماعي وقتلها في حي اللية، مقاطعة البنجاب في باكستان.[20]
- في سبتمبر / أيلول 2014، اتُهم ثلاثة أبناء من ميان فاروق، وهو برلماني من الحزب الحاكم من فيصل آباد، باختطاف فتاة مراهقة واغتصابها. تم الإفراج عن المغتصبين من قبل المحكمة.[21]
- في يوليو عام 2017، أمرت بانشايات باغتصاب فتاة تبلغ من العمر 16 عامًا في ملتان كعقوبة على سلوك أخيها.[22]
- في ديسمبر 2017، تعرضت فتاة تبلغ من العمر 25 عامًا للاغتصاب الجماعي من قبل أربعة أشخاص خلال عملية سطو في منزلها في مولتان.[23]
- في ديسمبر 2017، اغتصبت فتاة تزوجت ضد رغبات عائلتها من قبل أعضاء مؤثرين في البانشايات.[24]

### يناير 2018
في كانون الثاني / يناير 2018، تم اغتصاب فتاة تبلغ من العمر سبع سنوات تدعى زينب أنصاري واختنقها حتى الموت في كاسور. تسبب الحادث في غضب قومي في باكستان. في الشهر نفسه، اغتصبت فتاة تبلغ من العمر 16 عامًا وقتلت في سرغودا، وبعد يوم واحد، في نفس المدينة، كان صبي يبلغ من العمر 13 عامًا مخموراً وجنسانيًا اعتدى عليه رجلان ينتميان لعائلة مؤثرة. وفي فيصل آباد، في نفس اليوم، عُثر على صبي في الخامسة عشرة من عمره ميتاً. أكدت التقارير الطبية الأخيرة اعتداء جنسي. بعد بضعة أيام، تم العثور على جثة لفتاة تبلغ من العمر 3 أو 4 سنوات، واسمها أسماء، في ماردان، والتي قيل أنها فُقدت لمدة 24 ساعة. ويشير تقريرها بعد الوفاة إلى أنها تعرضت للاغتصاب قبل قتلها.
تعاون سفير النوايا الحسنة للمكتب السيد شهزاد روي مع بيلاوال بوتو لإثارة الوعي بالتعليم ضد الاعتداء الجنسي على الأطفال في السند.

## الحسابات التاريخية
خلال حرب تحرير بنغلاديش، تشير التقديرات إلى أن ما بين 400.000 و 600.000 من النساء والفتيات تعرضن للاعتداء الجنسي من قبل القوات المسلحة الباكستانية والبدر «القمر» و «الشمس» الميليشيات التي أيدتهم.

## قضايا اخري
قامت مجموعة حرب ضد الاغتصاب (WAR) بتوثيق مدى خطورة مشكلة الاغتصاب في باكستان وعدم مبالاة الشرطة بها. WAR هي منظمة غير حكومية تتمثل مهمتها في نشر مشكلة الاغتصاب في باكستان؛ في تقرير صدر في عام 1992، من 60 حالة اغتصاب تم الإبلاغ عنها، شارك 20٪ ضباط شرطة. في عام 2008 ادعت المجموعة أن العديد من أعضائها تعرضوا للاعتداء من قبل مجموعة دينية أثناء محاولتهم مساعدة امرأة تعرضت للاغتصاب الجماعي على التعرف على المعتدين عليها.
ووفقاً لدراسة أجرتها هيومن رايتس ووتش، هناك اغتصاب مرة كل ساعتين، وتعرض عصابة اغتصاب كل ساعة، وتعاني 70-90٪ من النساء بنوع من العنف المنزلي.
وفقا لأستاذة الدراسات النسائية شهلا حائري، فإن الاغتصاب في باكستان «غالبا ما يكون مؤسسيا وله ضمني، وفي بعض الأحيان موافقة صريحة من الدولة». طبقاً لدراسة أجرتها هيومن رايتس ووتش، هناك اغتصاب مرة كل ساعتين واغتصاب جماعي كل ثمانية. أسما جهانجير، وهي محامية وأحد مؤسسي مجموعة العمل النسائي في مجموعة حقوق المرأة، ذكرت في دراسة عام 1988 حول المعتقلات الإناث في البنجاب أن حوالي 72٪ منهم قالوا إنهم تعرضوا للإيذاء الجنسي أثناء وجودهم في الحجز.